# Corgoloin

Corgoloin is een gemeente in het Franse departement Côte-d'Or (regio Bourgogne-Franche-Comté). De plaats maakt deel uit van het arrondissement Beaune. Corgoloin telde op 1 januari 2022 968 inwoners. In de gemeente ligt spoorwegstation Corgoloin.

## Geografie
De oppervlakte van Corgoloin bedroeg op 1 januari 2022 12,58 vierkante kilometer; de bevolkingsdichtheid was toen 76,9 inwoners per km².
De onderstaande kaart toont de ligging van Corgoloin met de belangrijkste infrastructuur en aangrenzende gemeenten.

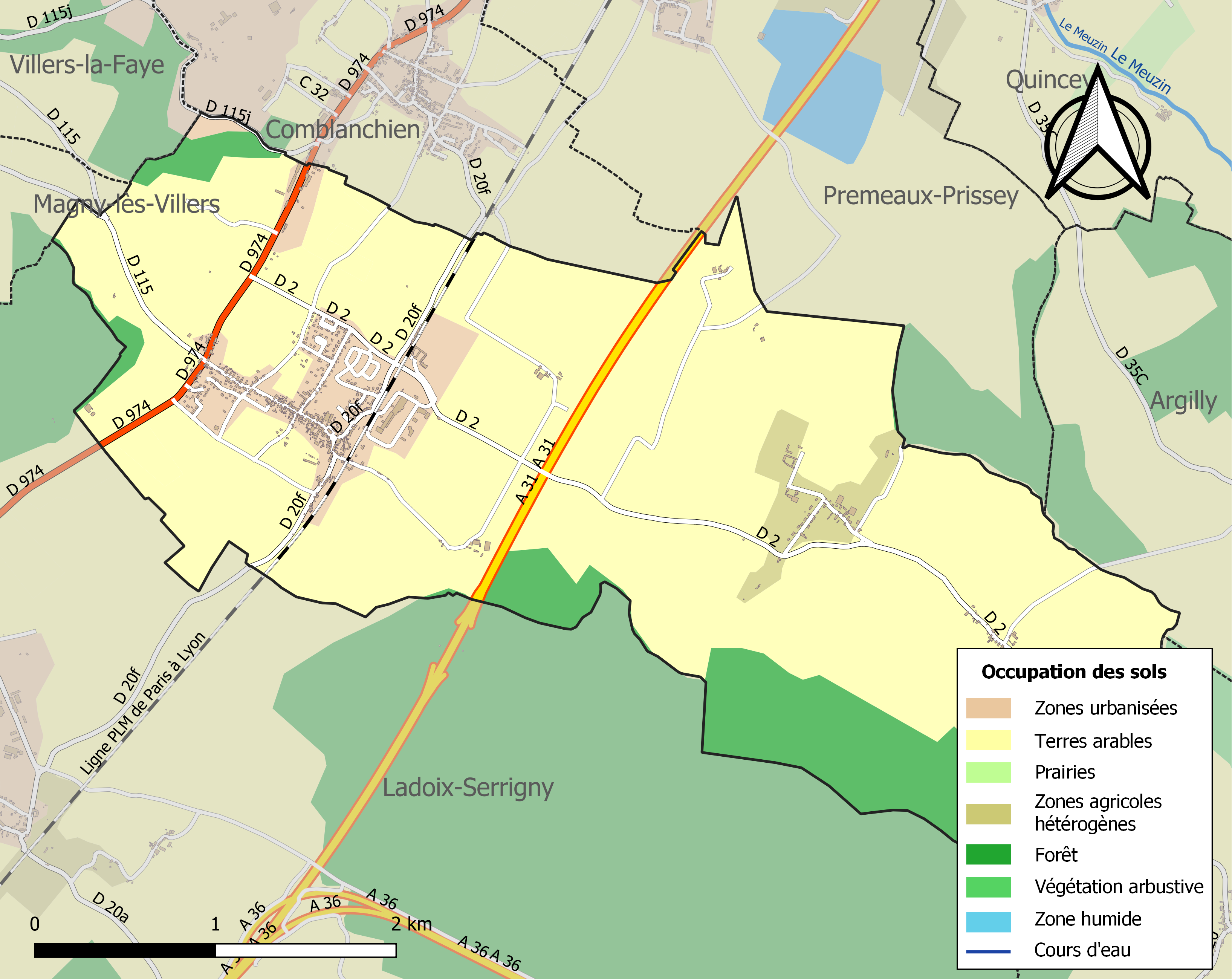

## Demografie
Onderstaande figuur toont het verloop van het inwonertal (bron: INSEE-tellingen).

## Wijn
Corgoloin ligt op de grens van de Côte de Nuits en de Côte de Beaune. De appellation van wijnen die worden gemaakt van wijngaarden te Corgoloin is de Côte de Nuits villages.

## Geboren in Corgoloin
- Jacques Senard (1919-2020), diplomaat